# 小行星6886
小行星6886（英語：6886 Grote）是一颗围绕太阳公转的小行星。1942年2月11日，利斯·奧特瑪在图尔库发现了此天体。
这颗小行星的绝对星等为358.35848等。